# Brookfield Zoo
Koordinaten: 41° 49′ 57,6″ N, 87° 50′ 0,5″ W
Brookfield Zoo ist ein Zoo, der in Brookfield, einem Vorort von Chicago, liegt. Der Zoo nimmt eine Fläche von 57,4 Hektar ein. Der Tierbestand umfasst 424 Tiere in über 280 Arten.
Der Zoo öffnete am 1. Juli 1934 seine Tore und gewann schnell internationale Anerkennung, weil er anstelle vieler Gitter großzügige Schluchten und Wassergräben verwendete, um die Tiere von den Besuchern zu trennen. Der Zoo war auch der erste in Amerika, der Große Pandas zur Schau stellte, von denen ein Exemplar präpariert und an das Field Museum of Natural History in Chicago abgegeben wurde. 1960 errichtete der Zoo das erste völlig überdachte Delfinarium der Vereinigten Staaten, und in den achtziger Jahren die erste Regenwaldhalle.
Im Gegensatz zum städtischen Lincoln Park Zoo in Chicago wird der Brookfield Zoo überwiegend privat finanziert und versucht deutlicher, den Besuchern ein besonderes Erlebnis anzubieten. 
Die Haltestelle Hollywood (umgangssprachlich auch Zoo Stop) der zwischen Chicago Union Station und Aurora verkehrenden BNSF Line des METRA-Nahverkehrssystems befindet sich etwa 700 m südlich des Zoogeländes; außerdem ist der Zoo mit der Pace-Buslinie 331 (Cumberland – LaGrange) erreichbar. Eine darüber hinausgehende Anbindung an den öffentlichen Nahverkehr ist schlecht.

## Berühmte Tiere
Der berühmteste Bewohner des Zoos war wahrscheinlich Ziggy, ein Elefantenmännchen mit einem Gewicht von 6,5 Tonnen, das fast dreißig Jahre lang nur in seinem Stall des Elefantenhauses gehalten wurde, nachdem er seinen Trainer 1941 angegriffen hatte. In den 1960er und 1970er Jahren erlangte Ziggy große Berühmtheit, woraufhin er im Jahr 1973 „freigelassen“ wurde. Im März 1975 fiel er in die Graben-Absperrung seiner Anlage und starb sieben Monate später.
Ein anderes Tier, das Kultstatus erreichte, ist Binti Jua, ein weiblicher Gorilla. 1996 fiel ein Junge in das Gorillagehege, und Binti Jua brachte den Jungen unversehrt zu ihren Wärtern. Binti Jua lebt noch heute im Brookfield Zoo.